# Paris–Roubaix 1928

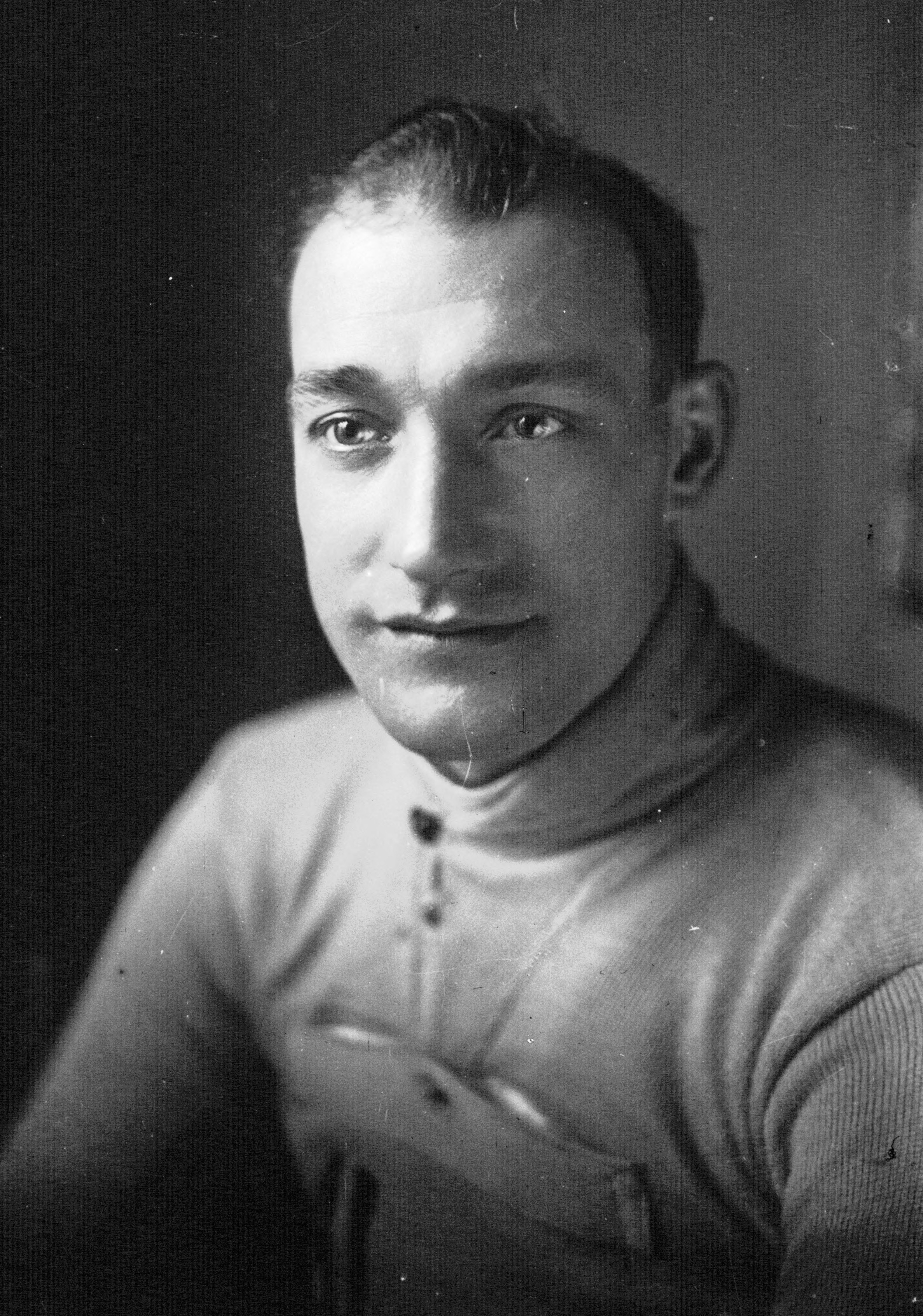
André	Leducq

Das Eintagesrennen Paris–Roubaix 1928 war die 29. Austragung des Radsportklassikers und fand am Sonntag, den 8. April 1928, statt.
Das Rennen ging von Le Vésinet aus über 260 Kilometer. 89 Rennfahrer starteten, von denen sich 52 platzieren konnten. Der Sieger André Leducq absolvierte das Rennen mit einer Durchschnittsgeschwindigkeit von 33,60 km/h.
Von Beginn an war das Rennen von Attacken geprägt. Der entscheidende Moment war jedoch in Arras, als der Gewinner des Vorjahres, Georges Ronsse, ausriss. Charles Pélissier und Charles Meunier hängten sich an sein Hinterrad, und später kamen Leducq und Gaston Rebry hinzu. Pélissier bekam jedoch einen Hungerast, hielt an, um eine Gaststätte zu suchen, und Rebry hatte Magenprobleme. Leducq gewann das Rennen auf der Avenue les Villas in Roubaix mit mehreren Radlängen Vorsprung auf Ronsse.